# Bigelow (Arkansas)
Bigelow – miasto w Stanach Zjednoczonych, w stanie Arkansas, w hrabstwie Perry.